# Армен Саркисян
Армен Саркисян (на арменски: ‌Արմեն Սարգսյան) е арменски учен (физик, математик, информатик) и политик, настоящ президент на Армения от 9 април 2018 г. до 23 януари 2022 г.

## Биография
Саркисян завършва катедра „Теоретична физика и математика“ в Държавния университет в Ереван. Член на Националната академия на науките в Армения и на Националния съвет за конкурентоспособност на Армения.
От 1976 до 1984 г. е професор по физика в Държавния университет в Ереван и впоследствие ръководител на катедра „Компютърно моделиране на комплексни системи“ в катедрата по теоретична физика на университета. По-късно става гостуващ изследовател, преподава в Кеймбриджкия университет.
Той е министър-председател на Армения в периода 1996 – 1997 г. След това е назначен за специален съветник на председателя на Европейската банка за възстановяване и развитие (ЕБВР) и управител на ЕБВР от 1998 до 2000 г.
Саркисян е бил сред директорите на организацията Eurasia House в Лондон и заместник-председател на „Института Изток – Запад“ (EastWest Institute) в Ню Йорк. Заема почетни и ръководни постове в редица организации, като: член на Консултативния съвет на Дийн в Харвардския университет и на Консултативния съвет на Дийн в Университета в Чикаго, член на Управителния съвет на International Research & Exchanges (IREX), Фондация „Международен икономически съюз“, както и Фондация „Глобално лидерство“ (работеща в подкрепа на демократичното лидерство, предотвратяване и разрешаване на конфликти чрез посредничество и насърчаване на доброто управление чрез демократични институции, отворени пазари, права на човека и върховенство на закона).
От 2013 г. е член на Управителния съвет на Международното училище в Дилиян, Армения. През януари 2018 г. получава предложението на арменския президент Серж Саркисян да бъде номиниран като кандидат-президент от управляващата Републиканска партия на първите президентски избори в страната след конституционните реформи от 2015 г.

### Посланик
През октомври 1991 г. Саркисян създава посолство на Армения в Лондон – първата арменска дипломатическа мисия на Запад. В допълнение към дипломатическата мисия в Обединеното кралство, той става старши посланик на Република Армения в Европейския съюз (ЕС), Белгия, Нидерландия, Люксембург и Ватикана. През 1995 – 1996 г. е ръководител на представителството на Република Армения в Европейския съюз. През 1998 г. е назначен за арменски посланик в Обединеното кралство и остава на длъжността, докато е избран за президент на 9 април 2018 г.